# Elektronisk betalingsløsning
|  | Dublet Denne artikel handler om det samme som Betalingsgateway. (Diskutér artiklen) |

Betalingsløsning eller betalingsgateway er blandt andet en betegnelse for betalingssystemer til e-handelsløsninger. Betalingsløsning er en bred betegnelse for betalingssystemer som typisk involverer en form for kundeinteraktion og indløsning af et betalingsmiddel, f.eks. et betalingskort.